# Апліа Віссаріон Іванович
Віссаріон Апліа (Беслан Іванович Пілія; 27 травня 1947, Лихни, Абхазія) — священнослужитель Грузинської православної церкви; з 15 вересня 2009 року — тимчасовий керуючий неканонічною Абхазької православної церквою.

## Біографія
Народився в 1947 року в селі Ліхні в Абхазії в сім'ї селян. Після закінчення середньої сільської школи поступив в Сухумський індустріальний, пізніше — Батумський торговий технікуми, але за отриманими там спеціальностями не працював.
В молодості двічі відбував покарання в місцях позбавлення волі за крадіжки та розбійні напади. За його словами, в Читі настоятель однієї з церков показав йому виданий в дореволюційний час Служебник абхазькою мовою, що пробудило у Віссаріона інтерес до християнської літератури і православ'я. Після повернення з в'язниці став парафіянином Ліхінського храму, потім читав під час богослужінь молитви абхазькою мовою. Його духівником став протоієрей Петро Самсонов .
У 1990 році висвячений в сан диякона Католикосом-патріархом Ілією II під час його візиту до Абхазії, а 22 травня 1991 року — в сан священика митрополитом Сухумо-Абхазьким Давидом (Чкадуа) .
Під час війни в Абхазії 1992—1993 років перебував на території Абхазії, підтримував абхазьку сторону.
У 1997 році зборами кліру обраний керуючим єпархіальним радою Сухумо-Абхазької єпархії.
У березні 2004 року брав участь в переговорах з представниками Грузинської православної церкви, в тому числі з її предстоятелем — Католикосом-патріархом всієї Грузії Ілією II .
З 15 вересня 2009 року — виконавець обов'язків керівника самопроголошеної Абхазької православної церкви .
13 жовтня 2009 року ієрей Віссаріон Апліа прибув спеціальним рейсом до Москви для читання заупокійного Псалтиря над своїм другом В'ячеславом Іваньковим (кримінальним авторитетом «Япончиком»).
У квітні 2011 року частина духовенства (троє з 20) і мирян Абхазької православної церкви висловила недовіру священнику Віссаріону щодо стилю і методів його управління церковним життям в Абхазії
17 травня 2011 року декларував вихід з лона Грузинської православної церкви, проголосивши патріарха Московського і всієї Русі Кирила — «абхазьким архієреєм». Висловив невдоволення «ворожими» діями патріарха Константинопольського Варфоломія I і грузинського католікоса Ілії II .
25 вересня 2013 року делегація абхазьких кліриків на чолі з ієреєм Вісаріоном була прийнята Патріархом Московським і всієї Русі Кирилом на їхнє прохання.
У лютому 2021 року заявив, що «Абхазька ПЦ припиняє богослужіння до визначення її статусу», після кількох заявив, що «Абхазька ПЦ відновлює богослужіння, а він задоволений результатами цього припинення». У коментарі росЗМІ сказав, що Абхазькій церкві ще рано говорити про автокефалію, але за допомогою РПЦ вона буде добиватись статусу автономії.

## Нагороди
- 2002 — орден преподобного Сергія Радонезького III ступеня.[17]
- 2007 — «За службу на Кавказі» (від російського командувача військами Північно-Кавказького військового округу генерала Олександра Баранова).
- 2008 — Орден святого преподобного Серафима Саровського III ступеня.[18]
- 2008 — орден «Козача слава»
- 2012 — «За військову доблесть» медаль міністерства оборони Абхазії[19]
- 2012 — «За підтримання миру в Абхазії» медаль міністерства оборони Абхазії
- 2012 — «За бойову співдружність» медаль міністерства оборони Абхазії